# Frysk Orkest
Het Frysk Orkest was een symfonieorkest gevestigd in Leeuwarden, Friesland. Het bediende die gehele provincie.

## Orkest
Het orkest had een lange aanloop. Een eerste aanzet was een orkest behorend bij de plaatselijke schutterij, waarvan de geschiedenis terug gaat tot 1795. Het orkest daarvan kreeg in 1865 een meer stedelijke functie (Stedelijk Muziekcorps). Het groeide in 1915 uit tot de oprichting van Symphonieorkest Leeuwarden (SOL). Die wijzigde in 1918 haar naam in Friesche Orkestvereeniging (Friesche Orchest Vereeniging). Dat orkest kreeg in 1935 haar einde. Sindsdien werd de muziek verzorgd door losse ensemble als strijkorkest Serioso onder leiding van Salvatore Sterck en het Friesch Orkest Verband (losse leden) onder leiding van George Stam. 
Een herstart vond pas plaats na Tweede Wereldoorlog, wanneer de Fryske Akademy op 6 januari 1946 het voortouw neemt in de oprichting van het 35 koppige Ljouwerter Orkest Foriening (Leeuwarder Orkestvereeniging, LOF). In 1950 nam dat de naam Frysk Orkest aan. In al die jaren van haar bestaan bestond het uit musici die naast hun orkestspel nog andere beroepen moesten voeren. Daar kwam pas in 1956 verandering in, het werd een orkest van beroepsmusici; het kreeg toen ook rijkssubsidie in het kader van de spreidingswet orkesten. Die subsidie legde wel de verplichting op om gedurende het concertseizoen behalve in de grote zalen ook in de kleinere dorpen te spelen, ook al was dat passen en meten met een orkest van 72 leden. Dat bleek uiteindelijk geen haalbare kaart meer, het orkest deed alleen nog de grote zalen aan. Toch vonden er nog concerten plaats in verpleegtehuizen etc. en nam het orkest deel aan schoolconcerten (1973-1979). In die jaren speelde het orkest nog in de akoestisch matige De Harmonie, om het orkest beter te laten klinken werd die zaal in 1975 gerenoveerd
Toen de inzichten omtrent subsidie de andere kant opsloegen werd het orkest min of meer gedwongen te fuseren. Nadat het eerst in 1984 al afgeslankt was tot 48 musici, kwamen er toch fusiegesprekken op gang. Samen met Noordelijk Filharmonisch Orkest uit Groningen ging het uiteindelijk in 1989 op in het Noord Nederlands Orkest (NNO).

## Dirigenten
Het Frysk Orkest kende een turbulent bestaan met vaste dirigenten met name in de jaren zeventig toen het orkest eerst koos voor een beleid zonder vaste dirigent, vervolgens weer met een vaste dirigent (Deáky) en even later weer zonder. De belangrijkste dirigenten waren:
- 1865-1883: Petrus Wedemeijer
- 1883-1911: Herman de Jong
- 1911-1914: Richard Boer
- 1915-1919:: Jan Paardekoper
- 1919-1934 : Willem Zonderland (SOL)
- 1946: George Stam, Paardekoper en Rients Beintema
- 1946: 1947: George Stam vertrok met ruzie
- 1949-1955: Kor Ket,
- 1955-1968: Alfred Salten, laatste jaren ondersteund door Jo Diederen
- 1969-1975; Libor Pešek
- 1975-1978: Gerhard Fackler
- 1979-1983: Zsolt Deáky ondersteund door Vladimír Válek en Roelof van Driesten

Landelijk: Koninklijk Concertgebouworkest · Nederlands Philharmonisch Orkest · Nederlands Kamerorkest 

Landelijk/regionaal: Holland Symfonia · Rotterdams Philharmonisch Orkest · Residentie Orkest

Regionaal: Noord Nederlands Orkest · Orkest van het Oosten · Het Gelders Orkest · RBO Sinfonia · philharmonie zuidnederland · Het Zeeuws Orkest 

Orkesten van de Omroep: Radio Filharmonisch Orkest · Radio Kamer Filharmonie · Metropole Orkest

Opgeheven of gefuseerd: Amsterdams Philharmonisch Orkest · Frysk Orkest · Gewestelijk Orkest voor Zuid-Holland · Overijssels Philharmonisch Orkest / Forum Filharmonisch · Nederlands Balletorkest · Noordelijk Filharmonisch Orkest · Noordhollands Philharmonisch Orkest · Omroep Orkest · Radio Kamerorkest · Radio Symfonie Orkest · Utrechts Symfonie Orkest · Brabants Orkest · Limburgs Symfonie Orkest · West Nederlands Symfonie Orkest · Zuid-Hollands Orkest